# Histerotomía
La histerotomía, también denominada uterotomía (del griego antiguo ὑστέρα, hystera, «matriz», y -τομια, -tomia, «-tomía» o «corte, incisión»), es una incisión quirúrgica del útero, por lo general asociada a una laparotomía abdominal, si bien la intervención también puede ser a través de la vagina.

## Indicación
El procedimiento se realiza con frecuencia durante un parto por cesárea, aunque también es una técnica que se puede usar para inducir un aborto; se emplea en los tres últimos meses de la gestación provocándose la muerte del nasciturus.
También se utiliza la sección de la matriz uterina para otros fines, como en la extracción de miomas, en la corrección de defectos como el útero bicorne, así como se puede usar para el tratamiento de la infertilidad mecánica; es igualmente de aplicación en la cirugía prenatal y fetal.

## Tipos
Según la vía por la que se practica
- Colpohisterotomía: por vía transvaginal
- Laparohisterotomía: por vía transabdominal.

Según el sentido de la sección practicada
- Histerotomía segmentaria: incisión transversal, es la más utilizada y se realiza en la parte inferior del útero
- Siendo más raro la incisión vertical, que se realiza en el segmento corporal uterino.